# Jung Chan-woo
Đây là một tên người Triều Tiên, họ là Jung.
Jung Chan-woo (Hangul: 정찬우, sinh ngày 26 tháng 1 năm 1998), là một ca sĩ và diễn viên người Hàn Quốc và là thành viên nhỏ tuổi nhất nhóm nhạc iKON do YG Entertainment thành lập và quản lý. Chanwoo đảm nhận vị trí nhảy dẫn, hát phụ trong nhóm.

## Tiểu sử

### Pre-debut
Năm 2006 Chanwoo được xuất hiện trong MV "Balloons" của TVXQ với hình ảnh lúc nhỏ của Max Changmin.

### 2008-2013: Trở thành một diễn viên nhí
Đầu tiên anh đã trở thành một diễn viên vào năm 2008 trong bộ phim "Lost and Found" và bộ phim truyền hình Hàn Quốc "The Great King Sejong". Anh cũng được biết đến với vai lúc nhỏ của diễn viên Lee Min Ho tại Boys Over Flowers và The heirs Người thừa kế.

### 2014:Mix & Match vàđược xác nhận là thành viên thứ 7 của iKON
Vào cuối năm 2014, YG thông báo rằng các học viên bao gồm "Team B", một nhóm trong đó đã tham gia vào một chương trình thực tế trước đó, sẽ phải cạnh tranh trong chương trình tồn tại thực tế "Mix & Match" để trở thành thành viên trong một nhóm nhạc thần tượng mới, được gọi là "iKON". Chương trình chiếu vào ngày 11 tháng 9 năm 2014. Trong khi các học viên B.I, Bobby và Jinhwan đã được xác nhận là 3 thành viên chính thức, ba thành viên còn lại của đội B thi đấu với ba học viên mới, một trong số đó là Chanwoo, cho bốn vị trí còn lại trong nhóm.
Ngày 31 tháng 10, sau khi tổng kết số biểu quyết được biên soạn từ SNS, Facebook và các ứng dụng nhắn tin Line, đã xác nhận kết quả bắt đầu được công bố. Chanwoo đã chính thức được xác nhận là một thành viên của iKON vào ngày 05 tháng 11, năm 2014. Nhóm này đã chính thức ra mắt vào ngày 15 Tháng 9, 2015.

## Diễn xuất

### Phim truyền hình
| Năm  | Phim                  | Nhân vật                     | Đài truyền hình | Ghi chú                                        |
| ---- | --------------------- | ---------------------------- | --------------- | ---------------------------------------------- |
| 2008 | The Great King Sejong | Thái tử Yang-Nyung (lúc nhỏ) | KBS2            |                                                |
| 2009 | Cain và Abel          | Lee Seon-Woo (lúc nhỏ)       | SBS             | Đóng cùng So Ji-Sub Kim Yoo-jung               |
| 2009 | The Slingshot         | Do Jae-myeong (lúc nhỏ)      | KBS2            | Đóng cùng Park Yong-ha Park Si-yeon            |
| 2009 | Boys Over Flowers     | Gu Jun-pyo (lúc nhỏ)         | KBS2            | Đóng cùng Lee Min-ho Goo Hye-sun Kim Bum       |
| 2009 | Heading to the ground | Cha Bong-gun (lúc nhỏ)       | MBC             | Đóng cùng Yun-ho (TVXQ) Go A-ra                |
| 2013 | The heirs             | Kim Tan (lúc nhỏ)            | SBS             | Đóng cùng Lee Min-ho Park Shin-hye Kim Woo-bin |

### Phim điện ảnh
| Năm  | Phim           | Nhân vật                 | Nhà sản xuất     | Ghi chú                           |
| ---- | -------------- | ------------------------ | ---------------- | --------------------------------- |
| 2008 | Lost and Found | Park Dong-shik (lúc nhỏ) | CJ Entertainment | Đóng cùng Park Jin-hye Lee Ki-woo |
| 2012 | Gabi           | Illichi (lúc nhỏ)        | Cinema Service   | Đóng cùng Joo Jin-mo Kim So-Yeon  |

## Chương trình thực tế & Sự xuất hiện
| Năm  | Nhà đài | Chương trình | Ghi chú                                 |
| ---- | ------- | ------------ | --------------------------------------- |
| 2014 | MNET    | Mix & Match  | Thành viên thứ 6 được xác nhận vào iKon |